# FC Foolad Khuzestan
Foolad Khuzestan är en iransk fotbollsklubb. I detta års liga gick det inte särskilt bra för de eftersom de förlorade sin coach och sin mittfältare Iman Mobali som numera spelar i Dubai.
Under ligan 2004-2005 blev Foolad etta med 61 poäng, följt av Zobahan Esfahan och Esteghlal Tehran.

## Färger
FC Foolad spelar i rödgula trikåer, bortastället är svart.
| FC Foolad | FC Foolad |

### Trikåer
Hemmakit
| ? år | 2014/15 år |

## Placering senaste säsonger
| Säsong  | Nivå | Liga                    | Placering | Referens | Notering |
| ------- | ---- | ----------------------- | --------- | -------- | -------- |
| 2017/18 | 1    | Persian Gulf Pro League | 7         | [ 1 ]    |          |
| 2018/19 | 1    | Persian Gulf Pro League | 8         | [ 2 ]    |          |
| 2019/20 | 1    | Persian Gulf Pro League | 3         | [ 3 ]    |          |
| 2020/21 | 1    | Persian Gulf Pro League | 6         | [ 4 ]    |          |
| 2021/22 | 1    | Persian Gulf Pro League | 5         | [ 5 ]    |          |
| 2022/23 | 1    | Persian Gulf Pro League | 8         | [ 6 ]    |          |
| 2023/24 | 1    | Persian Gulf Pro League | 11        | [ 7 ]    |          |
| 2024/25 | 1    | Persian Gulf Pro League | 4         | [ 8 ]    |          |